# Michele Oliveri
Michele Oliveri (* 7. Dezember 1956 in München) ist ein italienischer Schauspieler, Produzent, Autor und Regisseur.

## Leben
Michele Oliveri studierte von 1978 bis 1980 an der Universität München Ethnologie und Theaterwissenschaften. Von 1980 bis 1984 betrieb er das Studium der Commedia dell’arte (Schauspiel und Regie) an der Schauspielschule Poli in Venedig.
1981 spielte er eine Rolle als Soldat in dem Film Lili Marleen. Ende der 1980er Jahre begann seine lange Karriere im deutschen Fernsehen, wo er insbesondere in zahlreichen Fernsehserien zu sehen war. Oliveri übernahm hierbei mehrere durchgehende Serienrollen, wiederkehrende Episodenrollen und auch Gastrollen. Serienhauptrollen hatte er unter anderem als Krankenpfleger Antonio Lopez in Klinik unter Palmen, als Klinikchef Professor Beckmann in Hallo, Onkel Doc!, als Ex-Ehemann und Vater Carlos Oppermann in Julia – Eine ungewöhnliche Frau, als Vater Paul Kretschmar in Trautes Heim und als Reiterhofbesitzer Martin Stöckl in Forsthaus Falkenau. Besondere Bekanntheit erlangte er durch seine Rolle des Restaurantbesitzers Luca Perugini in Dr. Sommerfeld – Neues vom Bülowbogen.
Oliveri wirkte in Episodenhauptrollen auch in zahlreichen weiteren Fernsehserien wie SOKO 5113, Gegen den Wind, Das Beste aus meinem Leben, Unser Charly, Die Rosenheim-Cops und Küstenwache mit.
Von Oktober 2011 bis Juni 2013 spielte er die Rolle des Braumeisters und Mälzers Julius König in der ARD-Telenovela Sturm der Liebe.
Weiterhin spielt er des Öfteren in Fernsehfilmen mit, so als Makler Argento in den ARD-Fernsehfilmen Mein Traum von Venedig (2008, neben Thekla Carola Wied), als Italiener Carlo in Einmal Toskana und zurück (2008, neben Sabine Postel) und als Lonzo in Eine Liebe in Venedig  (2009).
Als Theaterregisseur arbeitete er mehrfach an der Schaubühne München. Als Regisseur inszenierte er unter anderem Der Kontrabass, Komödie der Irrungen, Herr der Fliegen und Die Glasmenagerie. Als Schauspiellehrer und Dozent für Commedia dell’arte war er unter anderem in Bologna, Bari und München tätig.

## Filmografie
- 1981: Lili Marleen
- 1985: Das Wunder
- 1988: Pizza-Express
- 1987: Tatort: Blindflug (Fernsehreihe)
- 1988: Polizeiinspektion 1 (Fernsehserie, Folge Schutzgeld)
- 1988: Tatort: Programmiert auf Mord
- 1989: Tatort: Bier vom Faß
- 1991: Keep on Running
- 1992: Das Nest – Baby im Nest
- 1992: Lilli Lottofee
- 1992–2008: SOKO 5113 (2 Folgen)
- 1993: Derrick (Fernsehserie, Folge Geschlossene Wände)
- 1993: Lindenstraße (Fernsehserie, Folge Eiszeit)
- 1994: Die Gerichtsreporterin (2 Folgen)
- 1995: Rosamunde Pilcher (Fernsehreihe, Folge Schlafender Tiger)
- 1995: Zwei Partner auf 6 Pfoten
- 1995: Die Straßen von Berlin (Fernsehserie, Folge Die Akte Stalin)
- 1996: Der Bulle von Tölz: Palermo ist nah (Fernsehreihe)
- 1996: Auf eigene Gefahr (Fernsehserie, Folge Mafia)
- 1996–1998: Gegen den Wind (3 Folgen)
- 1997: Liebling Kreuzberg (Fernsehserie, Folge Eine nette Intrige)
- 1997: Singles – Besuch aus dem Süden
- 1998: Tatort: Gefährliche Zeugin
- 1999: Klinik unter Palmen (3 Folgen)
- 1999: Der letzte Zeuge (Fernsehserie, Folge Schlag auf Schlag)
- 1999–2000: Hallo, Onkel Doc! (13 Folgen)
- 2000: Utta Danella – Der schwarze Spiegel
- 2000: Aus gutem Haus (13 Folgen)
- 2000: Julia – Eine ungewöhnliche Frau (5 Folgen)
- 2001: Die Motorrad-Cops – Hart am Limit (Fernsehserie, Folge Italienisches Roulette)
- 2001: Drehkreuz Airport
- 2001–2006: Die Kommissarin (2 Folgen)
- 2002: Im Visier der Zielfahnder (Fernsehserie, Folge Familienurlaub)
- 2002–2004: Trautes Heim (13 Folgen)
- 2003–2004: Dr. Sommerfeld – Neues vom Bülowbogen (28 Folgen)
- 2003: Wie tauscht man seine Eltern um?
- 2005: SOKO Kitzbühel (Fernsehserie, Folge Lockvogel)
- 2005–2009: Um Himmels Willen
- 2006: Da kommt Kalle (Fernsehserie, Folge Schöne Ferien)
- 2006–2007: Das Beste aus meinem Leben (5 Folgen)
- 2007: girl friends – Freundschaft mit Herz (3 Folgen)
- 2007–2008: Forsthaus Falkenau (4 Folgen)
- 2008: SOKO Wien (Fernsehserie, Folge Du sollst nicht töten)
- 2008: Mein Traum von Venedig
- 2008: Einmal Toskana und zurück
- 2008: Die Rosenheim-Cops (Fernsehserie, Folge Eine Falle für Hartl)
- 2009: Einsatz in Hamburg – Tödliches Vertrauen (Fernsehreihe)
- 2009: Eine Liebe in Venedig
- 2009: SOKO Stuttgart (Fernsehserie, Folge Santa Maria)
- 2010: Unser Charly (Fernsehserie, Folge Wahre Tierfreunde)
- 2010: Meine wunderbare Familie (2 Folgen)
- 2010: Liebe und andere Delikatessen
- 2010: Der Winzerkönig (Fernsehserie, Folge Die Reise)
- 2010: Empathie – Stumme Schreie
- 2010: Küstenwache (Fernsehserie, Folge Morsezeichen aus dem Jenseits)
- 2011: Alle Zeit der Welt
- 2011: Die Rosenheim-Cops (Fernsehserie, Folge Alles hat seinen Preis)
- 2011–2013: Sturm der Liebe
- 2012: Die lange Welle hinterm Kiel
- 2013: Bully macht Buddy (6 Folgen)
- 2013: Hubert und Staller (Fernsehserie, Folge Totgeritten)
- 2014: Rosamunde Pilcher (Fernsehreihe, Folge Wahlversprechen und andere Lügen)
- 2015: Zwei Esel auf Sardinien
- 2016: Der Athen-Krimi – Trojanische Pferde (TV-Krimi)
- 2016: Die Kinder der Villa Emma
- 2016: Marie fängt Feuer (Fernsehreihe, Folge Für immer und ewig)
- 2017: Ostwind – Aufbruch nach Ora
- 2020: Über Land (Fernsehserie, Folge Kleine Fälle)
- 2021: Nord bei Nordwest – Im Namen des Vaters
- 2021: Ein Sommer auf Elba (Fernsehreihe)
- 2021: Ein Sommer in Südtirol
- 2023: Hotel Barcelona
- 2023: Dem Himmel ganz nah
- 2024: Dr. Nice (Fernsehreihe, Folge Federn lassen)